# Cao đẳng nghệ thuật München

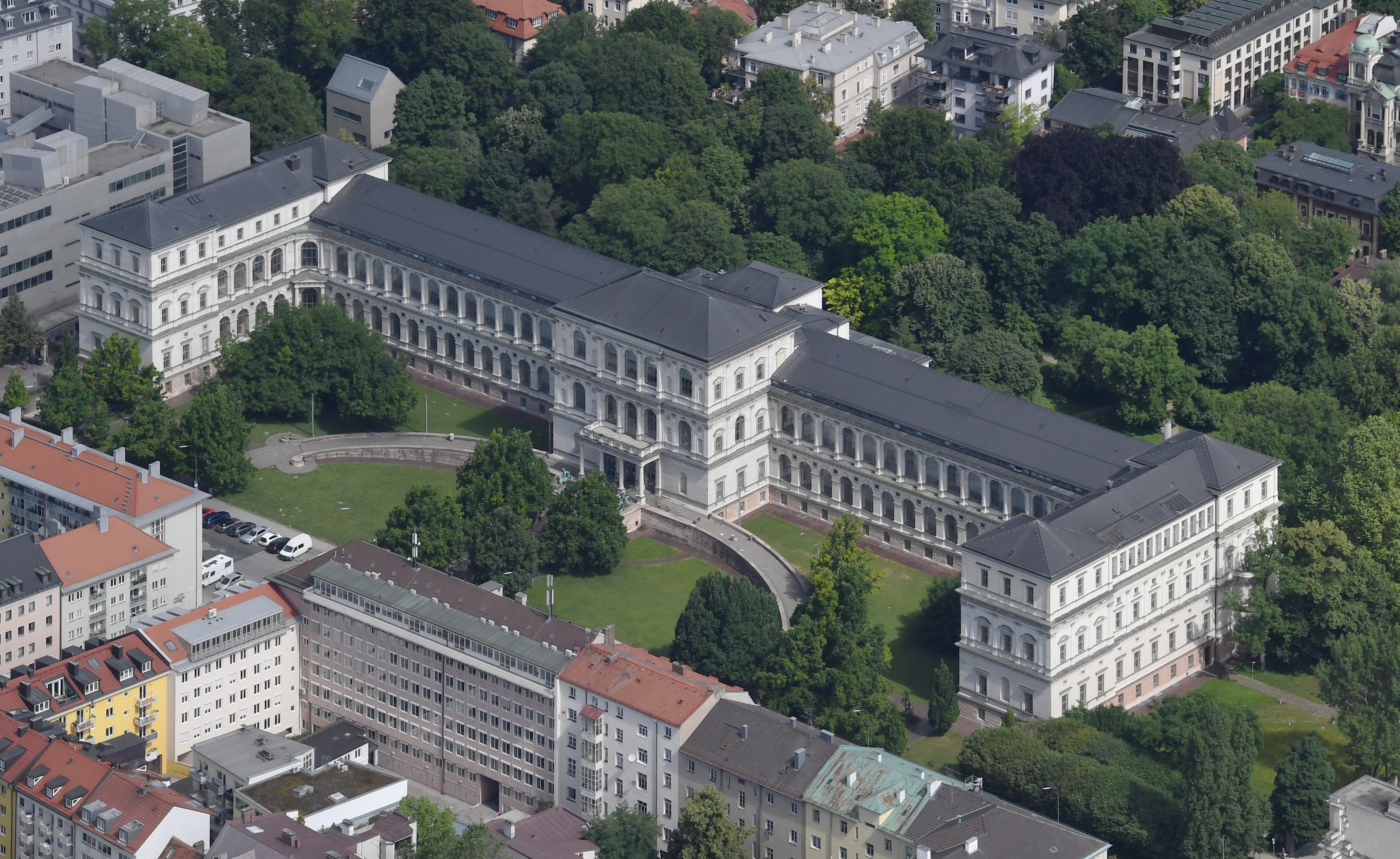

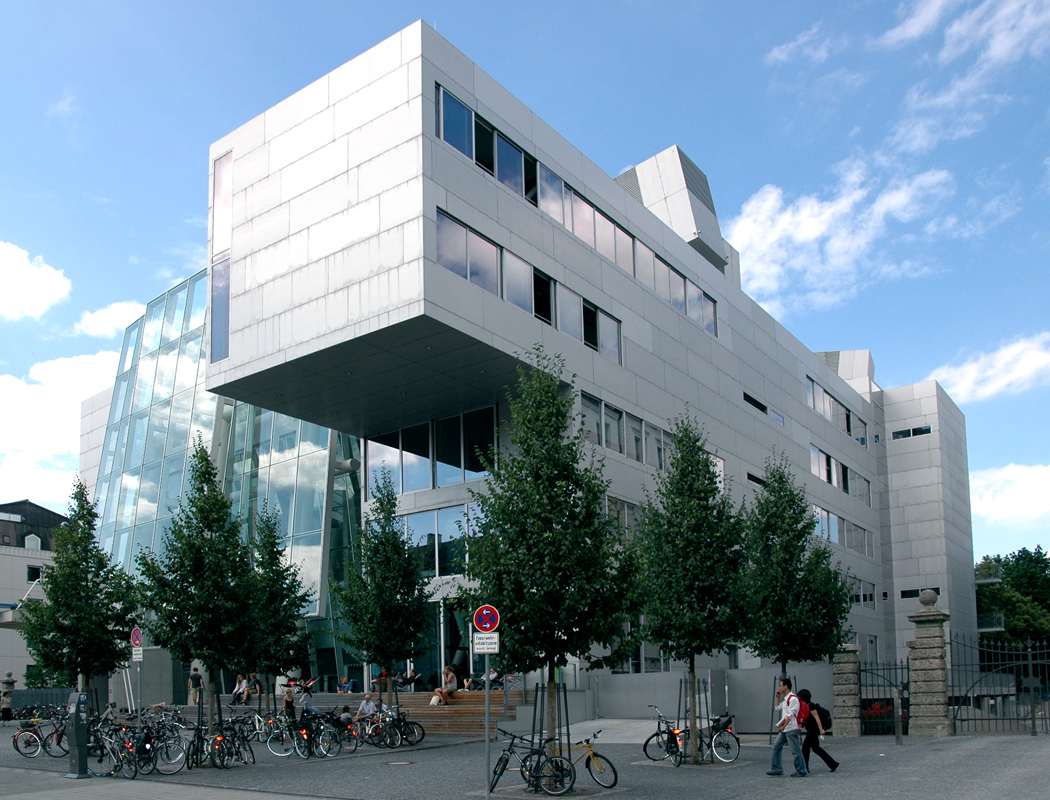
Phần mở rộng thêm của trường

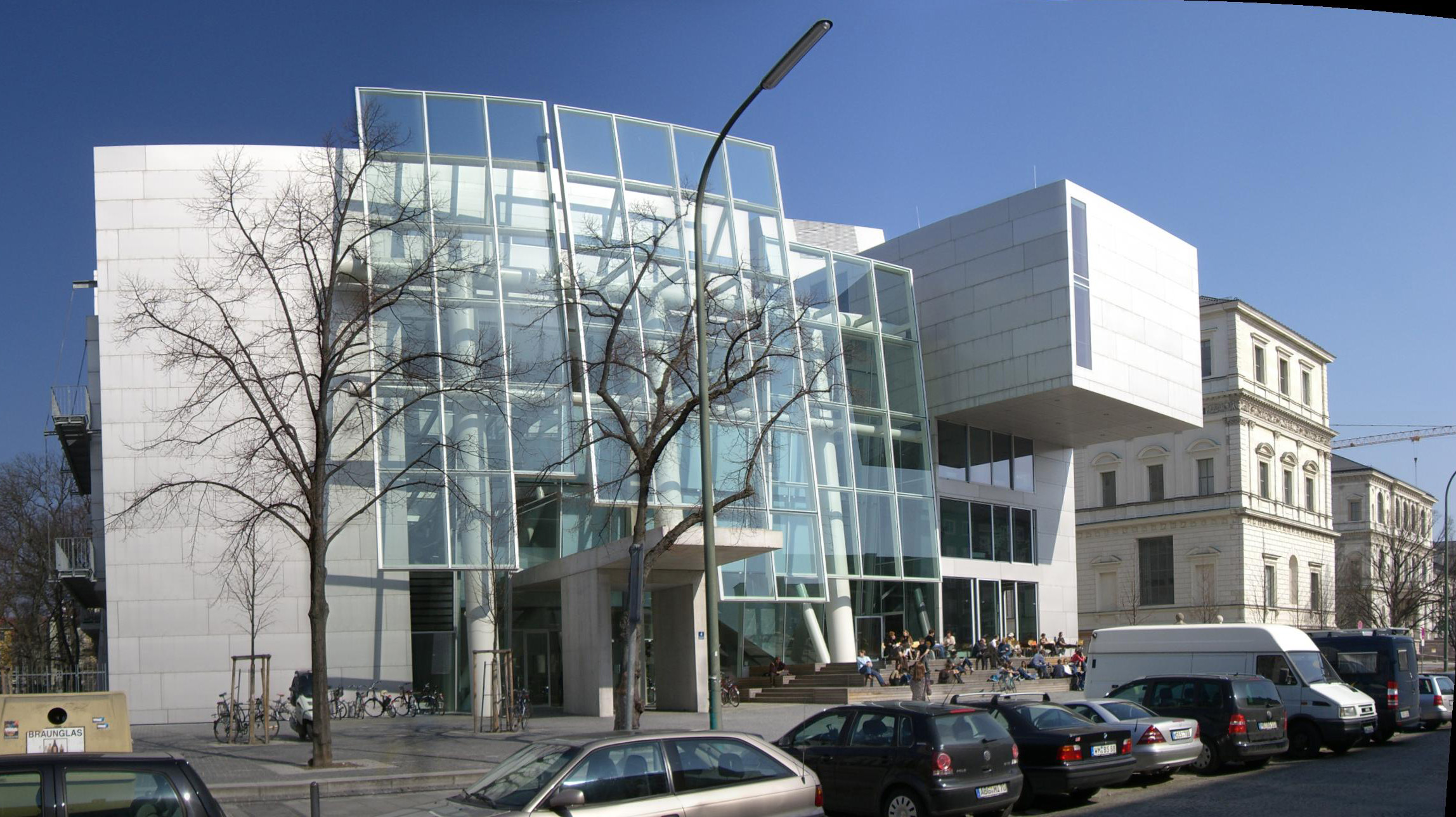
Tòa nhà mới

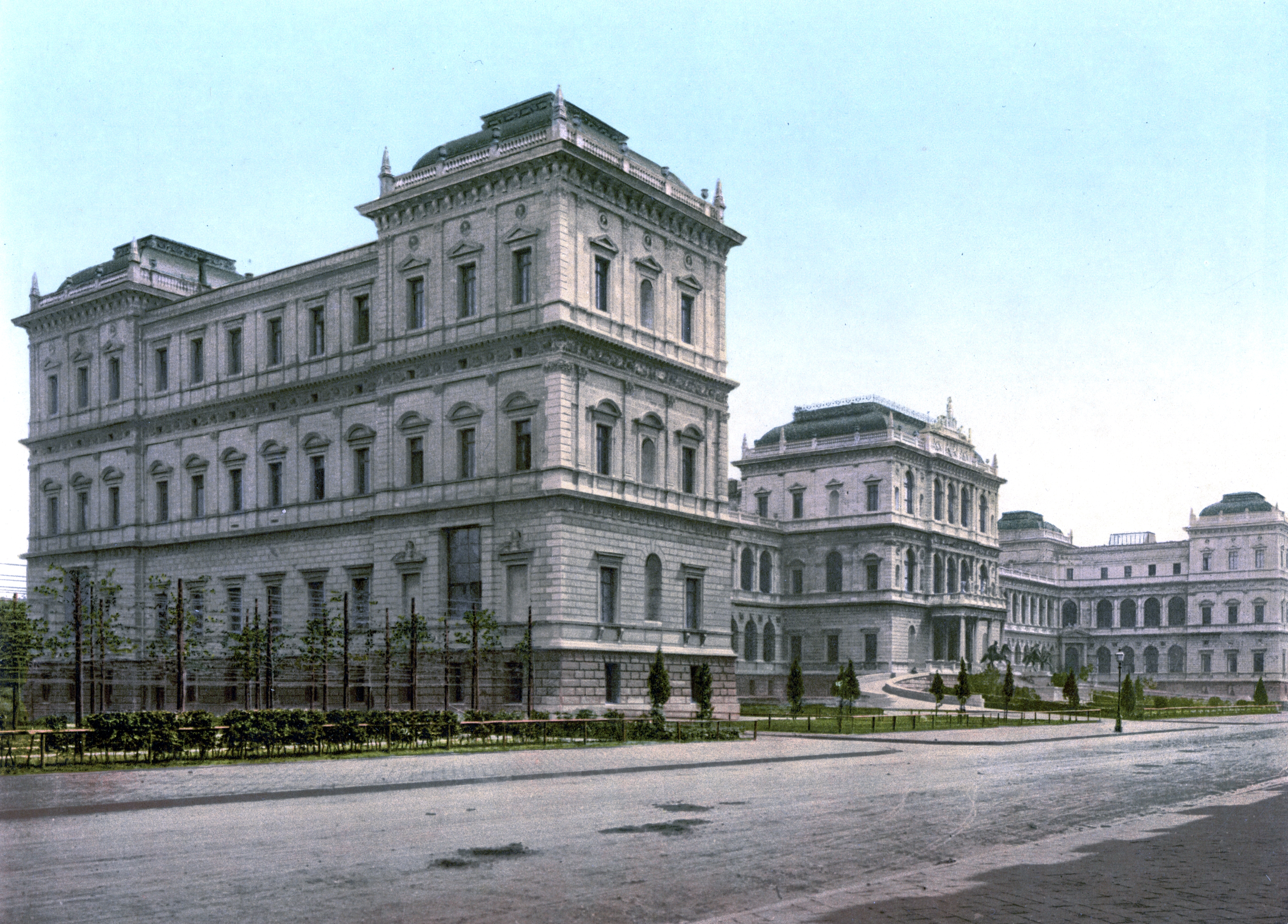
Cao đẳng nghệ thuật München 1900

Trường Cao đẳng nghệ thuật München (tiếng Đức: Akademie der Bildenden Künste München) là một trong những trường cao đẳng nghệ thuật lâu đời và quan trọng nhất ở Đức. Trường nằm ở quận Maxvorstadt của München,  Đức.

## Lịch sử
Trường Cao đẳng nghệ thuật München được thành lập năm 1808 bởi Maximilian III ở München như là "Cao đẳng hoàng gia nghệ thuật". Cũng có nhiều nghệ sĩ ngoại quốc học ở đây, và trường phái München là một từ được dùng trong lịch sử nghệ thuật Hy Lạp, và thỉnh thoảng cũng trong nghệ thuật Hoa Kỳ, để chỉ cho phong cách nghệ thuật mà bị ảnh hưởng bởi trường trong thế kỷ 19, bao gồm nghệ thuật hiện thực. Năm 1946, trường được nhập chung vào với trường nghệ thuật và thủ công và trường nghệ thuật ứng dụng. Năm 1953, trường đổi tên thành tên bây giờ.

## Kiến trúc
Ngày 26 tháng 10 năm 2005, một tòa nhà mới theo trường phái "phá cân đối" (Deconstructivism) của văn phòng kiến trúc Coop Himmelb(l)au được khai mạc kế bên tòa nhà cũ mà đã được xây từ 1874-1887 theo kiểu phục hưng Venezia được phác họa bởi Gottfried Neureuther.

## Chú thích

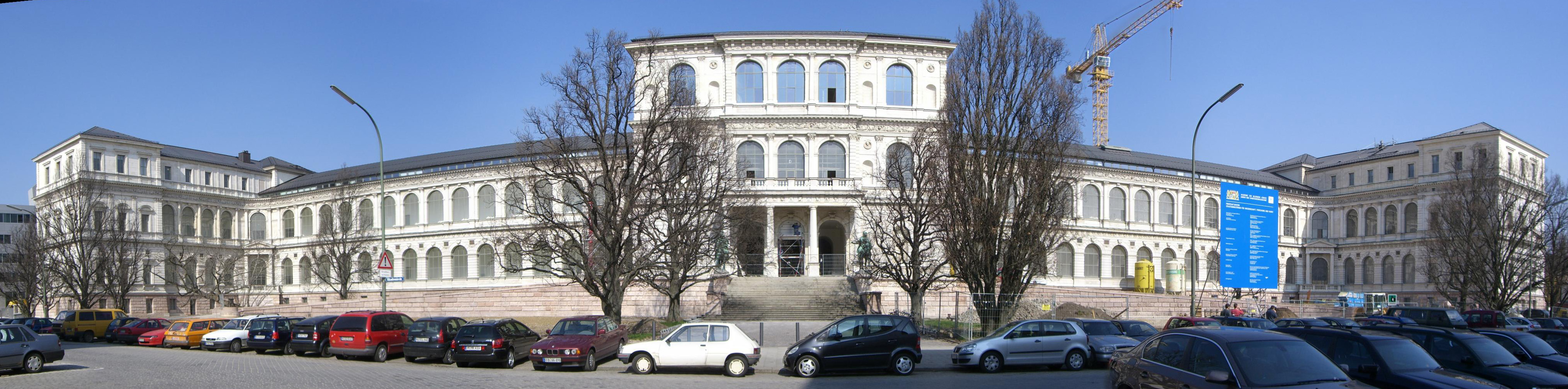
Toàn cảnh trường cao đẳng